# Şenkaya
Şenkaya (en arménien Պարտեզ, Bardez) est une ville et un district de la province d'Erzurum dans la région de l'Anatolie orientale en Turquie.